# سیل‌های ۲۰۱۶ اروپا
سیلاب در اواخر مه و اوایل ژوئن ۲۰۱۶ میلادی و پس از چند روز باران سهمگین در اروپا به ویژه آلمان و فرانسه آغاز شد. کشورهای دیگری مانند اتریش، بلژیک، رومانی، مولداوی، هلند و بریتانیا نیز آسیب دیدند. در آلمان، ایالت‌های بایرن، هسن، راینلاند-فالتس، بادن-وورتمبرگ و نوردراین-وستفالن تحت تأثیر قرار گرفتند. هم‌چنین سیل شدیدی در فرانسه اتفاق افتاد. سیلاب در رود نکار آغاز شد و دانوب، راین، سن و شعبه‌های آن‌ها نیز دچار بالاآمدگی آب و سیلاب شدند. تاکنون مرگ دست‌کم ۲۰ نفر تأیید شده‌است. برخی دانشمندان اعتقاد دارند که باران سیل‌آسا در سراسر جهان و به‌ویژه در اروپا به دلیل تغییرات اقلیمی ناشی از دخالت‌های بشری افزایش می‌یابد.

## کشورهای سیل‌زده

### آلمان
روستای براونسباخ در بادن-وورتمبرگ بیشترین خسارت را از سیل متحمل شد. در پی سیل ۲۹ مه، شعبه‌های کوچک رود کوخر خیابان‌های روستا را در چند دقیقه دچار آبگرفتگی کردند و جاده‌ها زیر حجم زیادی از سنگ‌ها، درختان و خودروها مدفون شدند. در بادن-وورتمبرگ تنها چهار نفر کشته شدند که دو نفر در شوبیش گموند برای نجات فردی که در حال غرق شدن بود، به همراه او مردند.
دست‌کم هفت نفر در بایرن کشته شدند. بیشترین خسارت‌ها به دو شهرک تریفترن و زیمباخ آم این روی رود این وارد شد.
مجدداً در ۳ و ۴ ژوئن گزارش طوفان‌های سهمگین در جنوب آلمان مخابره شد. جشن‌های موسیقی راک ام رینگ و راک آیم پارک دچار خسارت زیادی شدند و ۸۱ نفر زخمی شدند. مسئولان مانع برگزاری جشن در روز ۵ ژوئن شدند و ۹۰ هزار تماشاگر مجبور به ترک منطقه شدند.

### فرانسه

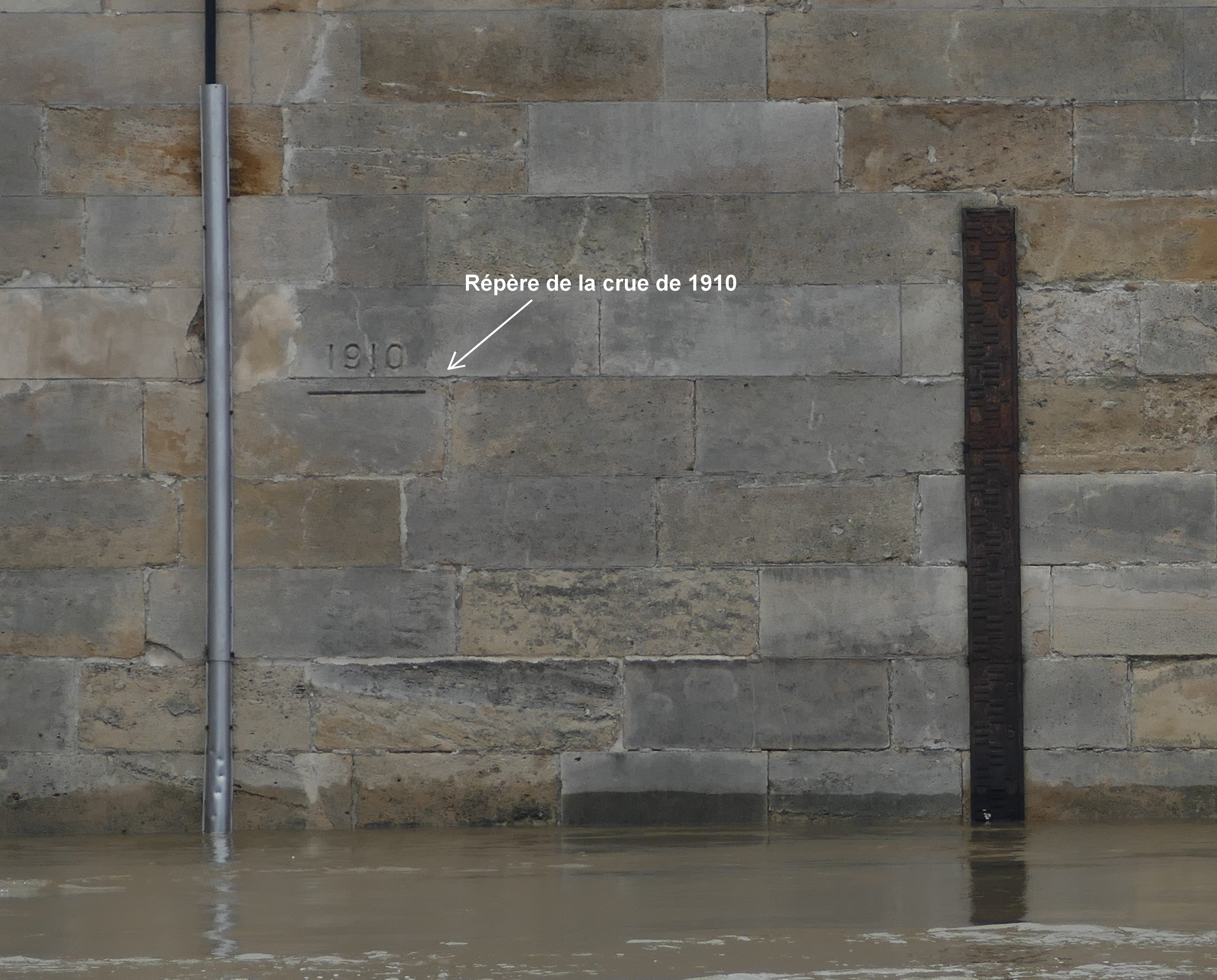
تراز سیلاب ۲۰۱۶ سن در پاریس در مقایسه با ارتفاع سیل ۱۹۱۰

در فرانسه دیواره‌های رود سن تخریب و منجر به تخلیهٔ یک روستا شد. چهار نفر در سیل جان باختند.
در برخی مناطق، گزارش شد که بدترین سیلاب سدهٔ اخیر مشاهده شده‌است. موزهٔ لوور به دلیل سیل رود سن، برای حفاظت پیشگیرانه از کارهای هنری، پذیرش عمومی در روزهای ۲ و ۳ ژوئن را ممنوع کرد. تراز سیلاب در پاریس، ۶٫۳۰ متر بالاتر از حد نرمال بود.

## تلفات
| کشور   | کشته | مفقود | منبع                 |
| ------ | ---- | ----- | -------------------- |
| آلمان  | ۱۱   | ۴     | [ ۱۱ ] [ ۱۲ ] [ ۱۳ ] |
| فرانسه | ۴    |       | [ ۱۴ ] [ ۱۵ ]        |
| بلژیک  | ۳    |       | [ ۱۶ ] [ ۱۷ ]        |
| رومانی | ۲    |       | [ ۱۸ ]               |

## واکنش‌ها
- آنگلا مرکل صدراعظم آلمان به بازماندگان قربانیان تسلیت گفت.[۱۹]
- وزیر امور داخلی بایرن کمک‌های مالی برای آسیب‌دیدگان را اعلام کرد.
- فرانسوا اولاند رئیس‌جمهور فرانسه گفت: هنگامی که چنین پدیده‌های آب‌وهوایی وجود دارند، باید باور کنیم که باید در سطح جهانی فعالیت کنیم.[۲۰]